# Terminalia oblonga
Terminalia oblonga là một loài thực vật có hoa trong họ Trâm bầu. Loài này được (Ruiz & Pav.) Steud. miêu tả khoa học đầu tiên năm 1841.